# 柳營 (大字)
柳營，原稱查畝營，是臺灣臺南市柳營區的一個傳統地域名稱，也是全區行政中心所在，位於該區中西部，並延伸至南部邊界。相較於今日行政區，其範圍大致包括士林里不含西北部、光福里、中埕里、東昇里不含北部凸出部分的東北側及東部北側凸出部分、太康里西部凸出部分的南端中段。
本地區境內主要聚落為查畝營（柳營），設有臺南市柳營區柳營國民小學，另有敏惠醫護管理專科學校、臺南市立柳營國民中學位於聚落郊區；東南部邊界地帶設有德元埤水庫。

## 歷史
台灣日治初期，柳營地區為一街庄，稱為「查畝營庄」，隸屬於鐵線橋堡。該庄昔日西邊北段及北邊西段與火燒店庄為鄰，北邊東段及東邊北段與太康庄為鄰，東邊中至南段與路東庄為鄰，東南邊一小段與新厝庄為鄰，南邊東段為水漆林庄、中社庄、港仔頭庄，南邊西段及西邊南側一小段為龜仔港庄，西邊其餘部分為八老爺庄。
1901年（日治明治三十四年）11月11日，全台廢縣廳改設二十廳，該庄隸屬於鹽水港廳。1904年（明治三十七年）4月1日，該庄編入「查畝營區」，隸屬於鹽水港廳。1906年（明治三十九年）4月1日，鹽水港廳內管轄區域調整，該庄仍隸屬於「查畝營區」。1909年（明治四十二年）10月25日，全台合併二十廳為十二廳，查畝營區改隸屬於嘉義廳。1920年（大正九年）10月1日，全台地方制度大改正，廢十二廳改設五州二廳，該庄改制並改名為「柳營」大字，隸屬於臺南州新營郡柳營庄。
戰後柳營庄改制為柳營鄉，隸屬於臺南縣，大字亦改制為村。1950年10月25日，雲、嘉、南分治，柳營鄉仍隸屬於臺南縣。2010年12月25日，臺南縣、市合併為直轄臺南市，柳營鄉改制為柳營區，村亦改制為里。

## 聚落
本地區發展較早的聚落為查畝營（柳營），在日治期初期的官方地圖上已有記載。

## 交通
台鐵縱貫線是台灣西部南北向鐵路幹線，經過本地區中部，並在境內設有柳營車站。該站屬「簡易站」，僅停靠區間車；由此可前往台鐵沿線各站。
台1線又稱「縱貫公路」，是臺北至楓港的傳統平面幹道，以外環道形式由本地區主聚落東側繞過。由該道路北行可前往新營區、後壁區、嘉義縣水上鄉、嘉義市等地，南行可前往六甲區、官田區、善化區、新市區等地。
南69-1線是火燒店至柳營的道路，其東南側端點（終點）位於本地區主聚落西部的區道南316線路口。
南95線是橋南至柳營的道路，其南側端點（終點）位於本地區西南部的省道台1線路口，向北經過本地區主聚落。
南109線是太康至柳營東的道路，其南側端點（終點）位於本地區東部邊界地帶北側的區道316線路口。
南311線是新營至柳營的道路，其南側端點（終點）位於本地區西南部的省道台1線路口。
南316線是八老爺至新吉莊的道路，經過本地區主聚落。

## 水利設施
- 德元埤水庫（位於本地區東南部邊界地帶）

## 學校
- 敏惠醫護管理專科學校
- 臺南市立柳營國民中學
- 臺南市柳營區柳營國民小學

## 廟宇
- 柳營代天院